# Najas browniana
Najas browniana är en dybladsväxtart som beskrevs av Alfred Barton Rendle. Najas browniana ingår i släktet najasar, och familjen dybladsväxter. Inga underarter finns listade.